# Petit-Doische
Petit-Doische est un hameau de la commune belge d'Hastière située en Région wallonne dans la province de Namur. Simple lieu-dit sur la route de Philippeville (en Belgique) à Givet (en France), il se trouve exactement sur la frontière entre les deux pays. Il fait partie de l'ancienne commune d'Agimont.
Avant l'unification européenne, le hameau était un poste-frontière relativement important, étant donné le trafic qui descendait la route nationale 40, de Philippeville à Givet. Les contrebandiers y faisaient la pause dans ses cafés en y attendant l'obscurité de la nuit pour passer en France.